# Dygden (1784)
Dygden var ett av Svenska flottans linjeskepp som byggdes och sjösattes den 6 juli 1784 under ledning av Fredrik Henrik af Chapman i Karlskrona. Hon deltog i 1788–90 års sjökampanjer mot Ryssland och förlorades på Karlskrona redd i närheten av befästningstornet Godnatt den 29 juni 1793.

## Förlisningen
Olyckan skedde genom en explosion i krutdurken som satte fartyget i brand.. Besättningen ombord bestod av 567 man. Efter förlisningen bärgades skeppets galjonsfigur och denna uppsattes i stället på det 1788 erövrade ryska skeppet Vladislaff. Galjonsfiguren, en skönlockig och lättklädd gudagestalt, som huggits av skulptören Johan Törnström, finns idag på Sjöhistoriska museet i Stockholm.

## Vraket
Vraket efter Dygden lokaliserades 2010 av Hans Lineskär, intendent på Marinmuseum i Karlskrona. Dykningar och undersökningar utfördes av marinarkeologer från Statens maritima museer och Richard Bauer, dåvarande chef på Marinmuseum i Karlskrona.
Enligt Gunnar Ungers bok var fartyget bestyckat med 62 kanoner, men enligt Marinmuseums pressrelease vid vrakets återfinnande uppgavs en bestyckning av 64 kanoner.